# Sambucuccio d’Alando
Sambucuccio d’Alando (* vor 1357 in vermutlich Alando; † um 1370) war ein korsischer General und italienischer Politiker auf Korsika. Dort ist er bekannt als Sambucucciu d’Alandu.

## Biographie
Sambucuccio wurde wahrscheinlich in Alando geboren. 1357 führte er die antifeudale Revolte auf Korsika an. Die Inselbewohner hatten sich gegen Francesco d’Evisa erhoben, wie es die Chronik von Giovanni della Grossa berichtet. Er eroberte die ganze Insel bis auf Cap Corse und die Terra dei Signori (A Terra di i Signori auf Korsisch) im Süden der Insel. Dabei führte er eine Art Kollektivierung von Eigentum durch. Nach Aussage einiger Historiker war er ein verbündeter der Republik Genua und kämpfte hauptsächlich darum, Korsika von der aragonischen Krone zu befreien und der Banco di San Giorgio zu unterwerfen. Gestorben ist er wahrscheinlich während der Pestzeit 1370. Von der Bewegung Nazionalismo corso wird er als einer der großen patrioti corsi angesehen.